# ماريك كريتشي
ماريك كريتشي (بالسلوفاكية: Marek Krejčí)‏ هو لاعب كرة قدم سلوفاكي في مركز الهجوم، ولد في 20 نوفمبر 1980 في براتيسلافا في سلوفاكيا، وتوفي في 26 مايو 2007 في مايتينبيت في ألمانيا بسبب حادث مرور. شارك مع منتخب سلوفاكيا لكرة القدم. أما مع النوادي، فقد لعب مع إنتر براتيسلافا وغيور تورنا أوزتالي ونادي بيترزالكا ونادي سبارتاك ترنافا.

## وصلات خارجية
- ماريك كريتشي على موقع قاعدة بيانات كرة القدم.إي يو (الإنجليزية)
- ماريك كريتشي على موقع ناشيونال فوتبول تيمز (الإنجليزية)
- ماريك كريتشي على موقع عالم كرة القدم.نت (الإنجليزية)